# ある日、嵐のように
『ある日、嵐のように』（あるひあらしのように）は、2001年4月2日から6月4日までNHK総合テレビジョンにて放送されたテレビドラマ。
検事として、誠実に正義を貫く堀井誠。暗い過去を抱えながら、東京地検特捜部のエースとして君臨する土屋和彦。かつてともに司法の道を目指し、正義のために闘う事を誓い合った二人だったが…。それぞれの道を歩み、十五年ぶりの再会を果たした時、途切れていた運命の糸が、複雑に繋がり始める―。二人の前に立ちはだかる巨大な嵐。社会の巨悪が巻き起こす嵐の中で、男たちの友情が壊れ、家庭が崩れていく。再生の時は来るのだろうか？NHKが伝統の社会派ドラマという器に、21世紀の新しいスピリットを盛り込んだ、大人のための社会派エンターテインメント。

## キャスト
- 堀井誠（東京地方検察庁刑事部検事）：中井貴一
- 堀井佐和子（堀井の妻）：斉藤由貴
- 椎名みゆき（元芸者）：夏川結衣
- 田口祐三（小田桐の側近）：岸部一徳
- 服部武彦（東京地方検察庁特捜部部長）：石丸謙二郎
- 関淳一郎（東京地方検察庁刑事部部長）：磯部勉
- 中村学（東京地方検察庁特捜部事務官）：畠中洋
- 高島滋（東京地方検察庁刑事部事務官）：古本新之輔
- 小田桐修一郎（新興フィクサー）：江守徹
- 室井真澄（政官界を牛耳る長老フィクサー）：佐藤慶
- 段田（新興IT企業社長）：香川照之
- 土屋和彦（元東京地方検察庁特捜部検事、弁護士）：佐藤浩市

## 主題歌
- リベラ「サルヴァ・メ」

## サブタイトル
1. 妻が愛した男
2. 本当の父親
3. 遅すぎた告白
4. 死者からの告発状
5. 知りすぎた敵
6. 失われた友情
7. 真実を告げるとき
8. 息子に伝えること
9. お前を逮捕する
10. 罪と罰

## スタッフ
- 脚本：マキノノゾミ
- 監修：堀田力、田島優子
- 制作統括：銭谷雅義
- 演出：尾崎充信、海辺潔、野田雄介